# 姜熙灿
姜熙灿（韓語：강희찬，1970年5月10日—），韩国前乒乓球运动员，1992年巴塞罗那奥运会与李哲承搭档，夺得男子双打铜牌，退役后加入韩国国家队教练组，2011年3月接替玄静和，就任韩国女子乒乓球国家队主教练。

## 曾获奖项
- 1990年亚洲运动会男子乒乓球团体比赛冠军
- 1992年巴塞罗那奥林匹克运动会男子双打季军
- 1992年亚洲乒乓球锦标赛男单亚军，男双冠军
- 1996年亚洲乒乓球锦标赛男双亚军